# Recall of Parliament
Als Recall of Parliament (engl. ‚Wiedereinberufung des Parlaments‘) bezeichnet man im Verfassungsrecht des Vereinigten Königreichs ein parlamentarisches Verfahren zur Einberufung einer außerordentlichen Sitzung des Parlaments außerhalb der normalen Sitzungszeit (im Gegensatz zur Notdebatte während der Sitzungszeit), d. h. an einem Wochenende oder während des parlamentarischen Rezesses. Das Parlament wird im Allgemeinen aufgrund von Ereignissen von großer nationaler Bedeutung wiedereinberufen, damit die Mitglieder eine Notdebatte über Fragen im Zusammenhang mit diesen Ereignissen führen können.
Im Vereinigten Königreich liegen die Entscheidungen darüber, ob das Unterhaus oder Oberhaus zurückgerufen werden soll, in der Verantwortung der jeweiligen Parlamentssprecher und werden in der Regel auf Antrag der Regierung getroffen. Dies folgt einer Empfehlung der Hansard Society Commission on Parliamentary Scrutiny aus dem Jahr 2001, wonach "der Sprecher des Unterhauses die Möglichkeit haben sollte, das Parlament in Notfällen einzurufen" ("the Speaker of the Commons should have the ability to recall Parliament at times of emergency").

## Beispiele
Im Vereinigten Königreich wurde das Parlament bei den folgenden Gelegenheiten wiedereinberufen:
- 27.–29. September 1949: Um die Abwertung des Pfund Sterling zu debattieren.[3]
- 12. und 19. September 1950: Um den Koreakrieg zu debattieren.[2][3]
- 4. Oktober 1951: Parlamentswahlen 1951 – Prorogation, gefolgt von Auflösung.[2][3]
- 12.–14. September 1956: Um die Sueskrise und die Ereignisse in Zypern zu debattieren.[2][3]
- 18. September 1959: Parlamentswahlen 1959 – Prorogation, gefolgt von Auflösung.[2][3]
- 17. und 23. Oktober 1961: Zur Debatte der Berlin-Krise.[2][3]
- 16. Januar 1968: Debatte über die Kürzungen der Staatsausgaben.[2][3]
- 26.–27. August 1968: Zur Debatte der Ereignisse in der Tschechoslowakei und Nigeria.[2][3]
- 26.–29. Mai 1970: Parlamentswahlen 1970 – Prorogation, gefolgt von Auflösung des Parlaments.[2][3]
- 22.–23. September 1971: Debatte des Nordirlandkonflikts.[2][3]
- 9.–10. Januar 1974: Um die Auswirkungen der Ölkrise von 1973 zu debattieren.[2][3]
- 3.–4. Juni 1974: Debatte des Nordirlandkonflikts.[2][3]
- 2. und 14. April 1982: Um den Falklandkrieg zu debattieren.[2][3]
- 6. bis 7. September 1990: Um die britische Reaktion auf die irakische Invasion Kuwaits zu debattieren.[2][3]
- 24. bis 25. September 1992: Debatte der Wirtschaftspolitik der Regierung nach dem Schwarzen Mittwoch und der Reaktion der Vereinten Nationen auf die Ereignisse in Jugoslawien, Irak und Somalia.[2][3]
- 31. Mai 1995: Um den Bosnienkrieg zu debattieren.[2][3]
- 2–3. September 1998: Debatte über den Criminal Justice (Terrorism and Conspiracy) Bill nach dem Bombenanschlag von Omagh.[2][3][4]
- 14. September 2001: Um die Terroranschläge am 11. September 2001 in den Vereinigten Staaten zu debattieren.[2][3]
- 4. und 8. Oktober 2001: Um den Krieg gegen den Terror zu debattieren.[2][3]
- 3. April 2002: Um den Abgeordneten zu erlauben, die Königinmutter Elizabeth Bowes-Lyon nach ihrem Tod zu ehren.[5]
- 24. September 2002: Aussprache über die Lage im Irak nach der Veröffentlichung des September-Dossiers über Massenvernichtungswaffen.[2][3][6]
- 20. Juli 2011: Für eine Erklärung zum Vertrauen der Öffentlichkeit in Medien und Polizei nach dem News-International-Skandal.[2][3][6]
- 11. August 2011: Um über öffentliche Unruhen nach den Unruhen in England 2011 zu debattieren.[7]
- 10. April 2013: Um es den Abgeordneten zu ermöglichen, der ehemaligen Premierministerin Margaret Thatcher nach ihrem Tod zu gedenken.[8]
- 29. August 2013: Um den Syrischen Bürgerkrieg und den Einsatz von chemischen Waffen durch die syrische Regierung zu debattieren.[9]
- 26. September 2014: Um mögliche militärische Intervention gegen den Islamischen Staat im Irak und in der Levante zu debattieren.[10]
- 20. Juni 2016: Um es den Abgeordneten zu ermöglichen, des Labour-MPs Jo Cox zu gedenken, der einige Tage zuvor bei einem gewalttätigen Angriff getötet wurde.[11]